# Andrei Speriatu
Andrei Speriatu (n.29 septembrie, 1957, Teleorman), este un fost portar român. În prezent el este antrenor cu portarii la echipa Steaua București. A fost unul dintre portarii ce a făcut spectacol la echipa de fotbal FC Arges.